# Causa y efecto (canción)
«Causa y efecto» es una canción interpretada por la cantante mexicana Paulina Rubio, e incluida en su noveno álbum de estudio, Gran City Pop (2009). El tema, cuya letra está inspirada en la causalidad y el karma, fue producido por Cachorro López y compuesto por Mario Domm, vocalista de la agrupación mexicana Camila, junto a Mónica Vélez.  Su lanzamiento se realizó el 30 de marzo de 2009 por Universal Latino, como el primer sencillo del álbum.
El video musical de la canción se rodó bajo la producción del director austro Rudi Dolezalz. La línea de historia muestra a la cantante divirtiéndose en varias escenas musicales con su banda conformada por cinco músicos, estilizados con un vestuario ochenteros; en el videoclip alternativo aparece con un grupo de chicas en una pista de patinaje. Además, muestra a lo largo del clip cómo la intérprete seduce y desprecia al mismo tiempo a su chico, haciendo alusión a la causa y el efecto de los desplantes y engaños de este último.

## Información de la canción
«Causa y efecto» fue escrito por Mario Domm y Mónica Vélez. Según el vocalista de Camila, «Ella [Paulina] pidió que la letra fuera para las mujeres», caracterizándola como un himno feminista. La producción corrió a cargo de Cachorro López, ganador del Grammy Latino en el 2008 por la categoría de "Productor del Año". Causa y Efecto fue distinguida como Canción del Año dentro de la categoría Canción del Año Pop/Balada por la ASCAP.

## Lanzamiento y promoción
«Causa y Efecto», debutó en las estaciones de radio el 30 de marzo. La canción se cantó por primera vez el 23 de abril de 2009, a los Latin Billboard Music Awards 2009, con Rubio como uno de los artistas más esperados de la noche, también realizó la canción en un concierto privado en el Gotham Hall de la ciudad de Nueva York el 11 de mayo para la promoción de Gran city pop. El concierto fue presentado por Univision Radio.

## Formatos
CD sencillo
1. «Causa y Efecto» (Álbum Versión) — 3:23
2. «Causa y Efecto» (Remix Ángel & Khriz) - 4:04

## Rendimiento comercial
Desde un comienzo del lanzamiento de «Causa y efecto», registró un gran logro comercial en las listas de música de España, donde hizo su debut en la posición N°43 en el Top 50 de sencillos de PROMUSICAE, la lista musical más importante de España. Poco después logró entrar al Top 10 el 16 de junio de ese año catapultando la canción en la posición N.º 7 durante dos semanas. Pese a esto, el sencillo fue certificado disco de platino por las 40.000 ventas digitales.
La canción debutó en el #40 en el Billboard Hot Latin Songs y #22 en el Pop latin Songs el 25 de abril del presente año, la siguiente semana la canción saltó al #26, obteniendo el mayor "salto" de la semana en el chart. El sencillo debutó como #22 y alcanzó la posición #7 en el Billboard Latin Pop Airplay.El 15 de junio, "Causa y efecto" logró el #1 en U.S. Billboard "Hot Latin Tracks" logrando así su cuarto n.º 1 en la lista.

## Video musical
El video musical de "Causa y Efecto" fue dirigido por el director austriaco Rudi Doleza que ha trabajado con grandes estrellas de la escena internacional tales como Rolling Stone, U2, Bon Jovi, o Bruce Springsteen entre otros, fue filmado en Miami, Florida durante el mes de marzo en los estudios M3.El modelo que aparece en el cameo, de este video, se llama Buddy K.
La dirección de fotografía estuvo a cargo de Crash, quien ha trabajado en los videos de artistas como Gwen Stefani, Fergie o Akon ente otros. "Causa y efecto", el primer sencillo del nuevo disco de Paulina Rubio, es un tema rock up tempo, donde el amante infiel recibe su merecido kármico, fue compuesto por Mario Domm y Mónica Vélez y ya se escucha en las ondas de todo el globo desde el pasado 30 de marzo, con una gran acogida por parte de medios y fanes.
Si bien el sencillo se lanzó antes, el video se estrenó el 7 de mayo en América Latina y Estados Unidos por MTV latino y MTV Tr3s. El video tuvo una nueva versión que puede ser visible en varios reproductores de videos como YouTube y en su sitio oficial.

## Posicionamiento en listas
| Lista (2009)                                  | Posición |
| --------------------------------------------- | -------- |
| Costa Rica Top 30                             | 2        |
| España Top 50                                 | 7        |
| U.S. Billboard Bubbling Under Hot 100 Singles | 4        |
| U.S. Billboard Heatseekers Songs              | 23       |
| U.S. Billboard Latin Pop Songs                | 1        |
| U.S. Billboard Hot Latin Songs                | 1        |
| U.S. Billboard Hot 100 Airplay                | 73       |
| U.S. Billboard Latin Pop Airplay              | 1        |
| Paraguay Radio Latina Top 20                  | 6        |